# کلوئی پیری
کلوئی پیری (انگلیسی: Chloe Pirrie؛ زادهٔ ۲۵ اوت ۱۹۸۷) بازیگر اهل اسکاتلند است. وی از سال ۲۰۰۹ میلادی تاکنون مشغول فعالیت بوده‌است.
از فیلم‌ها یا سریال‌های تلویزیونی که وی در آن نقش داشته‌است، می‌توان به آینه سیاه، شل، لحظه والدو، جوانی، تاج، اما، مرگ در بهشت، پزشک‌ها، خیابان کارناوال و گامبی وزیر اشاره کرد.